# Justicia palustris
Justicia palustris är en akantusväxtart som först beskrevs av Ferdinand von Hochstetter, och fick sitt nu gällande namn av T. Anders.. Justicia palustris ingår i släktet Justicia och familjen akantusväxter. Inga underarter finns listade i Catalogue of Life.